# 지사제
지사제(anti-diarrhoeal or anti-diarrheal drug)는 주로 설사의 빈도를 관리하고 줄이는 데 사용되는 의약품의 한 종류이다. 이 종류의 약물은 주로 소화를 늦추거나, 체액 손실을 줄이거나, 흡수를 개선함으로써 작용한다. 주요 분류는 아편제, 5-HT3 수용체 길항제, 흡착제, 그리고 부피형성제 네 가지이다. 일반적으로 사용되는 약물로는 로페라미드 (이모듐), 디페녹실레이트, 비스무트 서브살리실산염 (펩토-비스몰), 콜레스티라민, 그리고 옥트레오티드가 있다. 비록 지사제로 간주되지는 않지만, 경구 수액 요법 또한 설사 관리에 중요한 측면이다.

## 의료적 사용

### 급성 설사
급성 설사는 일반적으로 경구 수액 요법으로 저절로 해결되는 흔한 질환이다. 급성 설사의 대부분은 오염된 음식이나 물에 의한 감염으로 발생하며, 보통 일주일 이내에 저절로 사라진다. 어린이 급성 설사의 가장 흔한 원인은 노로바이러스와 로타바이러스와 같은 바이러스성 병원체로, 전체 사례의 약 70%를 차지한다. 여행자 설사 (TD)는 해외에서 모든 연령대의 사람들에게 영향을 미치는 가장 흔한 질병 중 하나로, 여행자의 최대 70%가 2주 이내에 증상을 나타낸다. 익히지 않거나 껍질을 벗기지 않은 음식을 피하는 것과 같은 전통적인 조언이 한때 효과적이라고 여겨졌지만, 특히 현지 식당에서 열악한 위생 및 식품 취급 관행이 여전히 주요 위험 요소이다.
로페라미드와 디페녹실레이트와 같은 항운동성 약물은 배변 빈도를 줄여 여행자 설사의 증상을 관리하는 데 도움을 줄 수 있으며, 이는 여행 시 유용할 수 있지만 치료제는 아니다. 로페라미드와 디페녹실레이트는 혈변이나 발열이 있는 사람에게는 피해야 하며, 로페라미드는 일반적으로 6세 미만 어린이에게는 권장되지 않는다. 또한, 아연 보충제는 특히 어린이의 경우 설사 기간을 최대 25%까지, 대변량을 최대 30%까지 줄일 수 있다.

### 탈수 및 경구 수액 요법
설사의 주요 위험은 탈수와 전해질 손실이므로, 수액 및 전해질 보충이 최우선 치료 목표이다. 경구 수액 섭취는 일반적으로 정맥 주사 수액만큼 효과적이며 대부분의 환자에게 비용 효율적이다. 따라서, 급성 설사를 관리할 때, 특히 어린 아이, 노인, 만성 질환자와 같은 취약 집단에서는 수분 보충이 필수적이다. 경구 수액은 깨끗한 물, 소금, 설탕으로 만들어진다. 이 용액은 심한 경우에 이상적이며, 경미한 탈수는 안전하고 선호되는 수액으로 관리할 수 있지만, 지나치게 단 음료는 피해야 한다.
탈수는 심한 정도, 약간, 없음 세 가지 수준으로 분류된다. 심한 탈수는 무기력증, 움푹 들어간 눈, 소변량 감소 또는 없음, 혼란과 같은 징후를 포함한다. 약간의 탈수는 입 마름, 불안, 갈증, 약간 움푹 들어간 눈으로 나타날 수 있다. 이러한 징후가 없거나 불충분하면 해당 사람은 탈수로 간주되지 않는다.

### 만성 설사
만성 설사는 종종 일주일 이상 지속되며 의료 전문가의 추가적인 검사가 필요할 수 있다. 근본 원인을 직접적으로 해결할 수 없는 경우, 지사제를 이용한 장기적인 증상 관리가 종종 필요하다.

## 부작용

### 아편제
로페라미드는 만성 설사 치료에 효과적이고 안전하다. 디페녹실레이트와 디페녹신은 유사하게 작용하지만 고용량에서는 뇌에 영향을 미칠 수 있으므로 오용 위험을 줄이기 위해 아트로핀과 함께 사용된다. 모르핀이나 코데인과 같은 강력한 아편제는 심한 설사를 치료할 수 있지만, 오용 위험 때문에 거의 처방되지 않으며 주의 깊은 모니터링이 필요하다. 일반적으로 안전하지만, 항생제와 병용하더라도 아편제 사용은 항생제 내성균 획득 위험을 약간 증가시킬 수 있다.

### 비스무트 서브살리실산염
비스무트 서브살리실산염은 설사에 흔히 사용되지만, 장기간 사용은 안전성 문제를 야기하므로 모니터링해야 한다. 비스무스는 메스꺼움, 쓴맛, 설사, 대변 색깔 변화와 같은 흔한 부작용을 일으킬 수 있다. 중금속이므로 드물게 뇌증을 일으킬 수 있다.

### 담즙산 레진
콜레스티라민, 콜레스티폴, 콜레세벨람과 같은 담즙산 결합 레진은 효과적이지만 변비를 유발할 수 있으며 다른 약물의 흡수를 방해할 수 있으므로 다른 약물과 최소 2시간 간격을 두고 복용해야 한다.

### 알파-2 (α2) 아드레날린 효능제
당뇨병성 설사에 사용되는 클로니딘은 혈압을 낮추는 능력 때문에 종종 제한된다.

### 5-HT3길항제
알로세트론은 종종 IBS 관련 설사에 사용되지만, 대장 허혈 및 심한 변비의 위험이 있어 사용 빈도가 낮다.

## 사용 가능한 형태
| 장 통과 억제                          | 장 통과 억제     |
| ------------------------------------- | ---------------- |
| 아편제                                | 로페라미드       |
| 아편제                                | 엘룩사돌린       |
| 아편제                                | 디페녹실레이트   |
| 아편제                                | 디페녹신         |
| 아편제                                | 코데인           |
| 아편제                                | 아편             |
| 아편제                                | 파레고릭         |
| 아편제                                | 모르핀           |
| 엔케팔리나제 억제제                   | 라세카도트릴     |
| 5-HT₃ 수용체 길항제                   | 알로세트론       |
| α₂-아드레날린 효능제                  | 클로니딘         |
| 소마토스타틴 및 유사체                | 옥트레오티드     |
| 소마토스타틴 및 유사체                | 란레오타이드     |
| 소마토스타틴 및 유사체                | 파시레오타이드   |
| 칼슘 통로 차단제                      | 니페디핀         |
| 흡수 촉진제                           |                  |
| 포도당, 아미노산                      |                  |
| 경구 수액                             |                  |
| α₂-아드레날린 효능제                  | 클로니딘         |
| 항분비 약물                           |                  |
| 소마토스타틴 및 유사체                | 옥트레오티드     |
| 소마토스타틴 및 유사체                | 란레오타이드     |
| 소마토스타틴 및 유사체                | 파시레오타이드   |
| 장 상피세포 정단막 염화물 채널 억제제 | 크로펠레머       |
| 장 상피세포 정단막 염화물 채널 억제제 | 베르베린         |
| 칼슘 통로 차단제                      | 니페디핀         |
| 칼모듈린 억제제                       | 클로르프로마진   |
| 칼모듈린 억제제                       | 트리플루오페라진 |
| 칼슘 감지 수용체 리간드               | 칼슘             |
| 칼슘 감지 수용체 리간드               | 나이아신         |
| 리튬                                  |                  |
| 아연                                  |                  |
| 비스무트                              |                  |
| 비스테로이드성 항염증제               |                  |
| 코르티코스테로이드                    |                  |
| 테두글루타이드                        |                  |
| 장내 약물                             |                  |
| 흡착제                                | 점토             |
| 담즙산 결합 레진                      | 콜레스티라민     |
| 담즙산 결합 레진                      | 콜레스티폴       |
| 담즙산 결합 레진                      | 콜레세벨람       |
| 섬유                                  |                  |

## 같이 보기
- ATC 코드 A07 지사제, 장 소염제 및 항감염제